# Древноримски флот
Древноримският флот (на латински: classis Romana) е военноморският флот на Римската република и Римската империя. Той се използва главно за превоз на легионите.
Персоналът на корабите се състои главно от свободни хора. Само при изключителни случаи се ползват роби за гребци, на които преди или след това им дават свободата.
Организационната структура на римската марина се дели на 3 части – 2-те стратегически главни флоти и провинциалните флоти, както и така наречените флотилии.
По време на Първата пуническа война римският флот е значително разширен и играе жизненоважна роля за римската победа и евентуалното възкачване на Римската република до хегемония в Средиземно море. В течение на първата половина на 2 век пр. н. е. Рим разрушава Картаген и покорява елинските царства в Източното Средиземноморие, постигайки пълно овладяване на вътрешното море, което те наричаха Mare Nostrum. Римските флоти отново се проявяват през 1 век пр. н. е. във войните срещу пиратите и в гражданските войни, които застигат Републиката. Тези кампании са били в Средиземно море. През 31 г. пр. н. е. Голямата морска битка при Акциум завършва гражданските войни, завършили с окончателната победа на Август и създаването на Римската империя.